# Nobelium
Nobelium ist ein ausschließlich künstlich erzeugtes chemisches Element mit dem Elementsymbol No und der Ordnungszahl 102. Das langlebigste Isotop hat eine Halbwertszeit von ca. einer Stunde. Im Periodensystem steht es in der Gruppe der Actinoide (7. Periode, f-Block) und zählt zu den Transuranen. Nobelium wurde 1957 erstmals erzeugt und Alfred Nobel zu Ehren benannt. 

## Geschichte

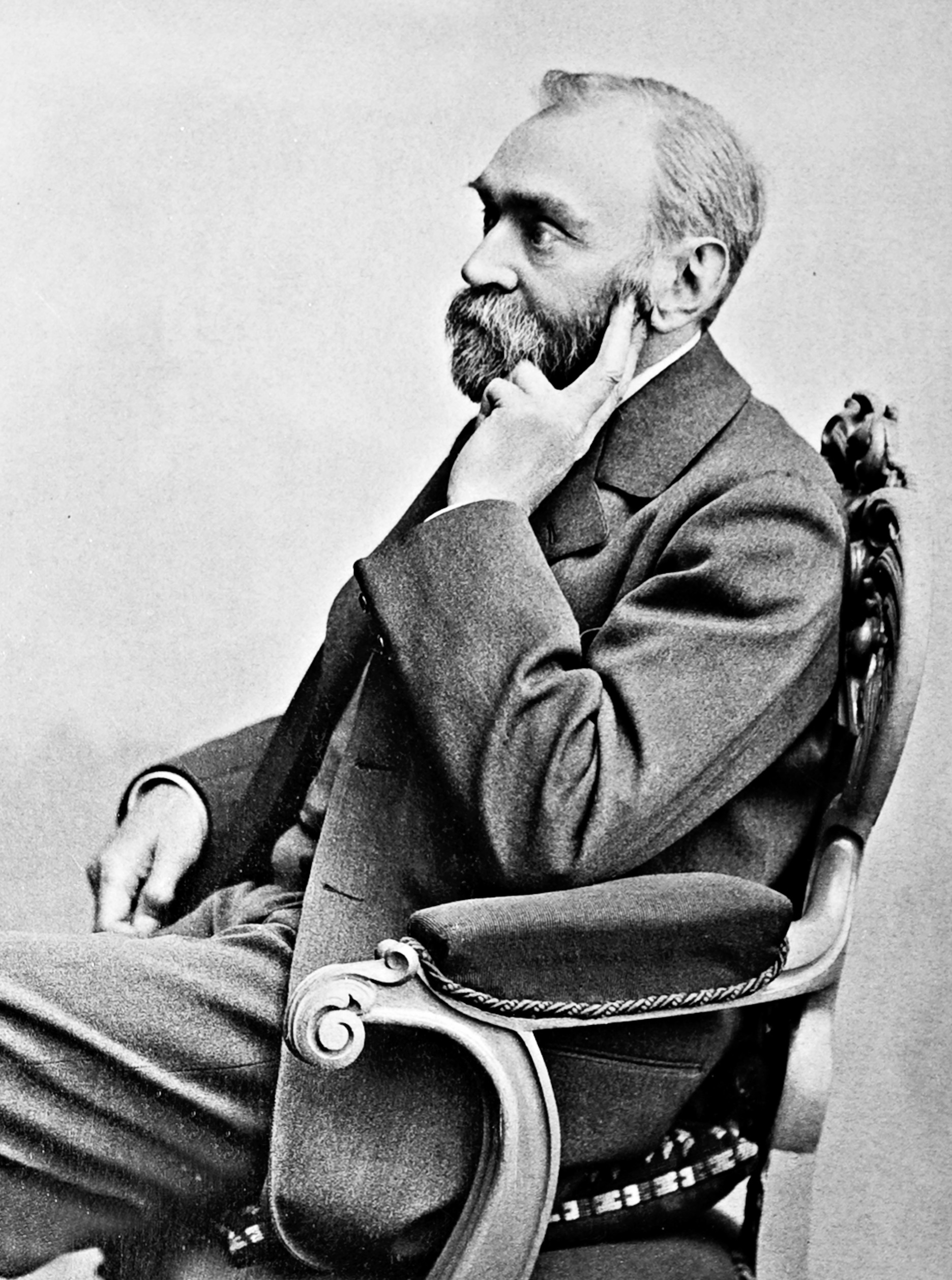
Alfred Nobel

Über eine Entdeckung wurde erstmals 1957 von einer Wissenschaftler-Arbeitsgruppe aus den USA, Großbritannien und Schweden berichtet. 1958 meinten Albert Ghiorso, Torbjørn Sikkeland, John R. Walton und Glenn T. Seaborg in Berkeley das 254No entdeckt zu haben. Ferner meldete im gleichen Jahr eine sowjetische Gruppe um G. N. Flerov die Entdeckung von ?No. 1964 wurde aus Dubna die Herstellung von 256No gemeldet. Aber erst 1968 wurden in Berkeley aus 249Cf und 12C ca. 3000 Atome 255No erzeugt.
{\displaystyle \mathrm {^{249}_{\ 98}Cf\ +\ _{\ 6}^{12}C\ {\xrightarrow[{-2n,\ -\alpha }]{}}\ \ _{102}^{255}No} }
Der Name „Nobelium“ wurde 1994 endgültig von der IUPAC bestätigt.

## Eigenschaften
Im Periodensystem steht das Nobelium mit der Ordnungszahl 102 in der Reihe der Actinoide, sein Vorgänger ist das Mendelevium, das nachfolgende Element ist das Lawrencium. Sein Analogon in der Reihe der Lanthanoide ist das Ytterbium.
Nobelium ist ein radioaktives und sehr kurzlebiges Metall, das aber aufgrund der geringen zur Verfügung stehenden Mengen bisher nicht als Metall dargestellt wurde. In seinen Verbindungen tritt die Oxidationszahl +2 gegenüber +3 häufiger auf.

## Sicherheitshinweise
Einstufungen nach der CLP-Verordnung liegen nicht vor, weil diese nur die chemische Gefährlichkeit umfassen und eine völlig untergeordnete Rolle gegenüber den auf der Radioaktivität beruhenden Gefahren spielen. Auch Letzteres gilt nur, wenn es sich um eine dafür relevante Stoffmenge handelt.